# Cerco ao Hospital Al-Shifa
O Hospital Al-Shifa, o maior complexo médico da Faixa de Gaza, foi cercado por Israel em meados de novembro de 2023 durante a Guerra de Gaza, após alegações de que abrigava um centro de comando e controle do Hamas abaixo de suas instalações. O incidente foi seguido por uma segunda grande invasão pelas forças israelenses em março de 2024.
Em 11 de novembro, o hospital foi completamente cercado, isolando-o do restante da Cidade de Gaza. Segundo autoridades de saúde de Gaza, o hospital abrigava 1.500 pacientes, 1.500 trabalhadores médicos e cerca de 15.000 deslocados que buscavam refúgio no local. Tanto Israel quanto os Estados Unidos afirmaram que o Hamas mantinha centros de comando ou "nós" de comando [en] abaixo do hospital. A administração do hospital e o Hamas negaram isso, com a administração solicitando à comunidade internacional o envio de especialistas em segurança para verificar as alegações israelenses. Mais de 100 corpos foram colocados no pátio do hospital e posteriormente enterrados por equipes médicas em uma vala comum devido ao cerco. Em 15 de novembro, as forças israelenses afirmaram ter entrado no hospital após matar militantes do lado de fora, descobrindo um centro de comando do Hamas, armamento e equipamentos táticos.
Após uma visita da mídia, The Guardian e CNN relataram que o exército israelense rearranjou ou duplicou armas para a visita e que um vídeo israelense mostrando as descobertas foi editado. A NBC News informou que Israel divulgou várias informações imprecisas ou contestadas, o que enfraqueceu sua credibilidade. A Al Jazeera afirmou que "muitos especialistas" acusaram Israel de fabricar evidências. Em 22 de novembro, Israel publicou um vídeo mostrando túneis sob o hospital; The Wall Street Journal e The Guardian relataram que isso não comprovava as alegações iniciais de um centro de comando. Israel publicou imagens de câmeras de vigilância do hospital, que pareciam mostrar dois reféns sendo levados para o hospital. The Guardian relatou que o Hamas havia anteriormente divulgado que levava reféns para receber tratamento médico. Em 21 de dezembro, The Washington Post publicou uma análise concluindo que os prédios do hospital em questão não estavam conectados aos túneis. Em 2 de janeiro de 2024, os Estados Unidos divulgaram documentos recentemente desclassificados mostrando que suas agências de inteligência continuavam a expressar confiança de que o hospital era usado como centro de comando, sem fornecer evidências visuais, e no dia seguinte Israel anunciou que havia desmantelado um túnel sob o hospital. Reportagens do dia seguinte indicaram que as declarações de Israel e dos EUA não são consideradas provas conclusivas do uso do Al-Shifa pelo Hamas.
A invasão ao hospital e as descobertas limitadas de infraestrutura militar por Israel levaram a críticas internacionais, incluindo do Alto Comissário da ONU para Direitos Humanos, Volker Türk, que pediu uma investigação independente. O direito internacional proíbe ataques a hospitais, a menos que sejam usados para fins militares que sejam "prejudiciais ao inimigo", embora a força atacante deva dar aos civis a chance de evacuar, e há regras estritas de proporcionalidade sobre o uso da força. O uso de funcionários ou pacientes de hospitais como escudos humanos também é proibido. Jeremy Scahill acusou Israel de travar uma guerra de propaganda para desviar acusações de que suas ações no Al-Shifa violam o direito internacional. Funcionários médicos do Al-Shifa acusaram Israel de causar diretamente a morte de civis em tratamento, incluindo bebês prematuros. O diretor da Organização Mundial da Saúde afirmou que "hospitais não são campos de batalha" e que a ação de Israel foi "totalmente inaceitável". Em 18 de março de 2024, as forças israelenses realizaram uma invasão noturna ao hospital Al-Shifa após informações de que altos oficiais do Hamas haviam se reagrupado e estavam usando o hospital "para comandar ataques". Após um cerco de duas semanas que terminou em 1 de abril de 2024, o hospital Al-Shifa foi amplamente destruído, e centenas de palestinos mortos foram encontrados dentro e ao redor do hospital, incluindo em valas comuns.

## Contexto
Desde 2007, a Faixa de Gaza está sob bloqueio por Israel e Egito. Em 7 de outubro de 2023, o Hamas atacou Israel, matando cerca de 1.200 israelenses, a maioria civis, e levando cerca de 250 reféns para Gaza. Israel lançou um contra-ataque. Israel também impôs um bloqueio total em Gaza, invadiu a Faixa de Gaza em 27 de outubro, e cercou a Cidade de Gaza [en] em 2 de novembro.
O Al-Shifa é o maior hospital da Faixa de Gaza; originalmente uma caserna do exército britânico, foi convertido em hospital em 1946.
A presença do Hamas no hospital durante a Guerra de Gaza de 2014 é contestada. Israel afirmou que o hospital era um centro de comando e controle do Hamas, e o The Washington Post relatou que ele havia se tornado uma "sede de fato para líderes do Hamas, que podiam ser vistos nos corredores e escritórios". Por outro lado, os médicos Erik Fosse [en] e Mads Gilbert [en], que trabalhavam no hospital, afirmaram que não viram evidências de atividade militar no local durante a guerra. A professora Sara Roy [en] afirmou que o uso militar do hospital era "altamente improvável". A Anistia Internacional relatou em 2015 que o Hamas usou áreas abandonadas do hospital para "deter, interrogar, torturar e maltratar suspeitos" enquanto o hospital ainda estava operacional.
O exército israelense ordenou a evacuação de todos os civis na região [en] em 13 de outubro. A FDI relatou que o Hamas estava impedindo a evacuação de civis da área, especialmente do Hospital Al-Shifa, usando civis como escudos humanos.
A FDI solicitou novamente que todos os civis no norte de Gaza, especialmente no Hospital Al-Shifa, evacuassem em 9 de novembro. Milhares de civis deslocados estavam abrigados no hospital no momento dos ataques em 11 de novembro.

### Estatuto legal

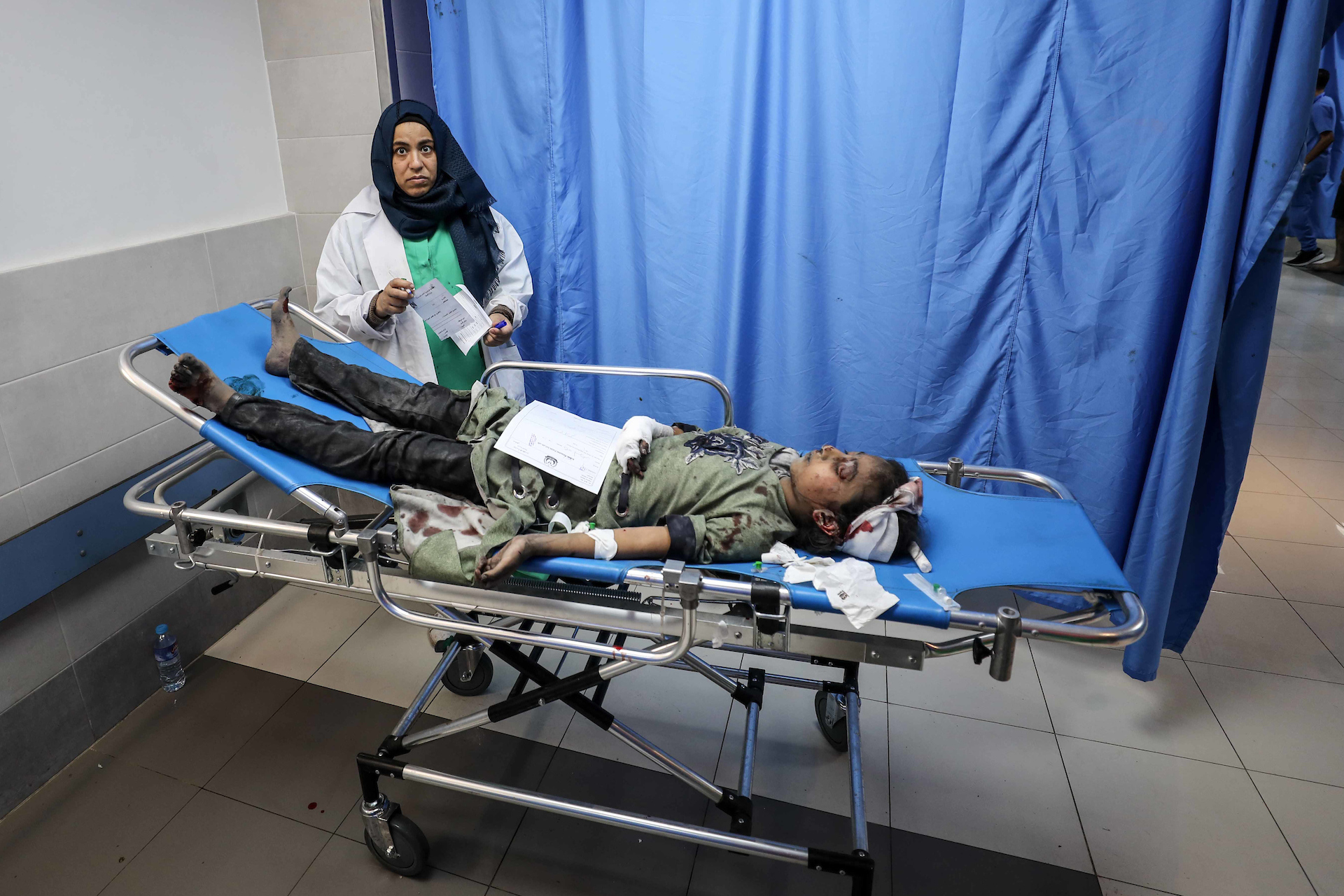
Criança ferida no Hospital Al-Shifa, outubro de 2023.

Sob as leis de guerra, os hospitais geralmente gozam de um estatuto protegido, sendo proibido transformá-los em zonas de conflito. Esse estatuto é perdido se houver evidências de que o hospital está sendo usado para fazer uma "contribuição efetiva para ações militares"; exemplos fornecidos por Israel em seu manual de Regras de Guerra de 2006 incluem uma bateria antiaérea no telhado de uma escola ou um atirador em uma mesquita. De acordo com o Comitê Internacional da Cruz Vermelha (CICV), essa regra "tem poucas exceções". As exceções incluem "o porte ou uso de armas leves individuais em autodefesa ou na defesa de feridos e doentes; a guarda armada de uma instalação médica; ou a presença de combatentes feridos ou doentes que não mais participam das hostilidades", que não anulam o estatuto protegido como instalação médica.
Segundo Israel e os Estados Unidos, existem evidências conclusivas de que o Hamas usou o hospital para fins militares; o Hamas nega isso. De acordo com o CICV, se houver dúvida sobre o uso militar de um hospital, deve-se presumir que ele não está sendo usado para fins militares.
A presença de "armas leves e munições retiradas de feridos e doentes e ainda não entregues ao serviço apropriado" não anula o estatuto protegido, e há uma exceção limitada para o uso de armas de fogo pequenas por instalações médicas em zonas de guerra, se "usarem as armas em sua própria defesa ou na dos feridos e doentes sob seus cuidados".
Mesmo que haja fortes evidências de atividade militar no hospital que exceda substancialmente essas isenções, regras estritas que limitam o uso da força ainda se aplicam; os civis devem ter a oportunidade de evacuar, e os civis que permanecem no prédio ainda estão protegidos e não podem ser alvos diretos. Antes da invasão, Israel pediu a evacuação do hospital, mas em 13 de novembro os médicos recusaram, alegando que precisavam permanecer para cuidar de mais de 700 pacientes em risco. Segundo o Hamas, os civis não conseguiram evacuar devido a disparos de atiradores e ataques de drones.

## Confrontos iniciais e cerco

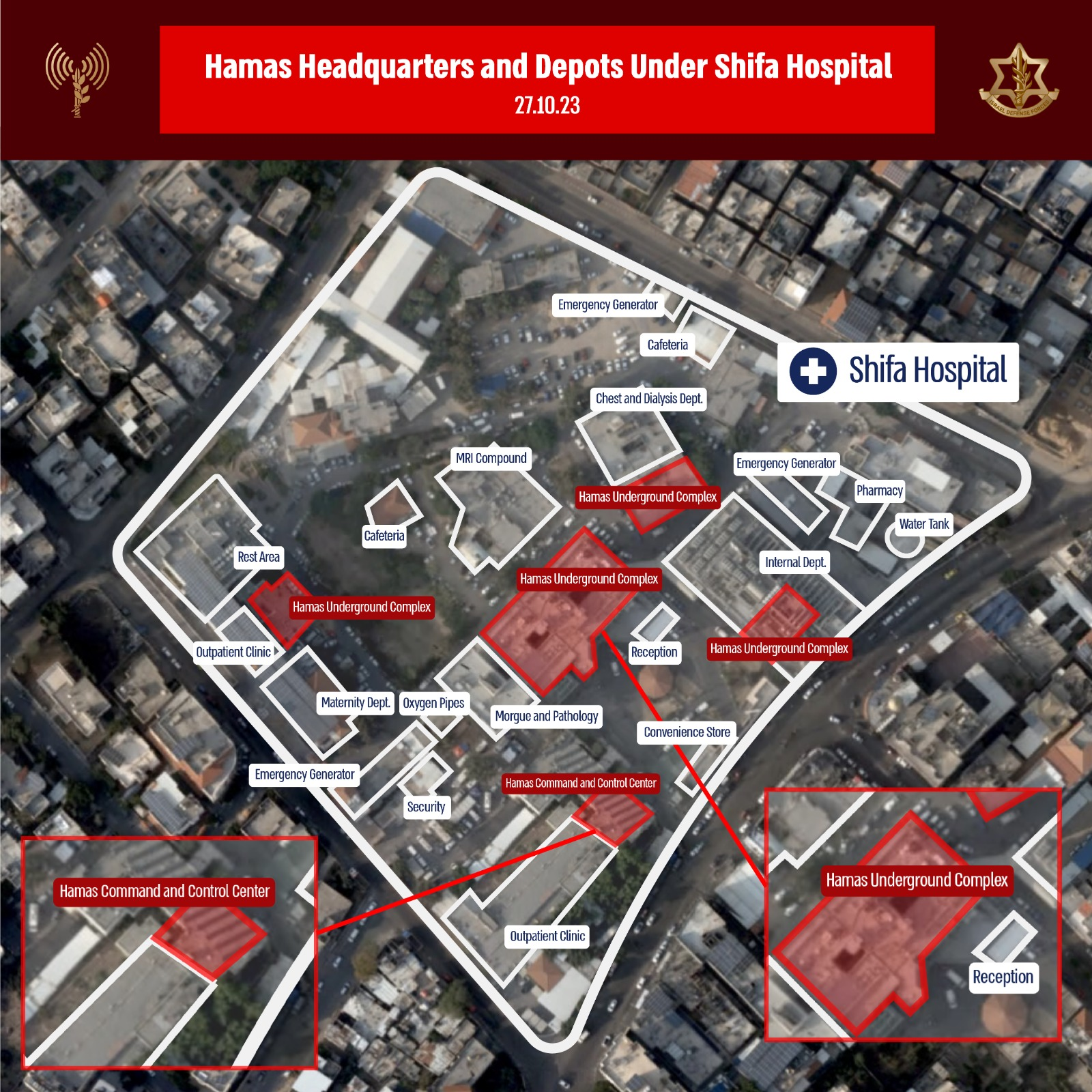
Mapa divulgado por Israel alegando uso militar do complexo do Hospital Al-Shifa.

Em 3 de novembro, um ataque aéreo israelense [en] atingiu um comboio de ambulâncias que saía do hospital, matando 15 pessoas e ferindo 60. Israel afirmou que o Hamas estava usando as ambulâncias. Nem o Washington Post nem a Human Rights Watch encontraram evidências para sustentar as afirmações israelenses. A Sociedade do Crescente Vermelho Palestino (SCVP) declarou que Israel havia atingido ambulâncias do Al-Shifa sete vezes antes e matado quatro de seus funcionários. Em 6 de novembro, as forças israelenses atingiram e destruíram os painéis solares no topo do hospital, deixando-o totalmente dependente de geradores de reserva alimentados por suprimentos de combustível em rápida diminuição.
Em 10 de novembro, pelo menos quatro ataques atingiram várias áreas do hospital com diferentes projéteis. Israel afirmou que pelo menos um projétil era um foguete disparado por engano por militantes, mas não deu mais detalhes. O Ministério da Saúde de Gaza (GHM) afirmou que houve pelo menos cinco ataques danificando partes do complexo hospitalar, dois deles, às 2h e às 8h, atingindo a ala de maternidade localizada nos andares superiores, resultando na morte de 14 pessoas. Posteriormente, um médico palestino afirmou que sete pessoas morreram após os ataques. No dia seguinte, foi relatado que as forças israelenses estavam nos portões do hospital. De acordo com uma investigação subsequente encomendada pelo The New York Times a especialistas que examinaram vídeos e destroços das munições, três dos projéteis disparados contra o hospital eram israelenses.
Em 11 de novembro, o GHM afirmou que uma evacuação estava em andamento, com 50.000 a 60.000 pessoas abrigadas no hospital anteriormente, e que menos de 3.000 pessoas permaneceram. Mais tarde naquele dia, a SCVP informou que tanques israelenses estavam a 20 metros do hospital. Médicos sem Fronteiras (MSF) e a Organização Mundial da Saúde (OMS) declararam que as tropas israelenses estavam atirando contra aqueles que tentavam sair do hospital, o que Israel negou. Israel afirmou que estava permitindo a saída de pessoas do hospital, o que a MSF negou. Nesse momento, o Al-Shifa ficou sem combustível e suspendeu algumas operações. Como resultado, dois bebês em incubadoras e dois outros pacientes morreram. O diretor do hospital disse que o hospital tinha eletricidade até a manhã de 12 de novembro, significando que 37 bebês em incubadoras estavam em risco de morte.
Em uma série de comentários ao The New Arab, Muhammad Abu Salmiya, diretor do hospital, disse que o hospital estava isolado do resto da cidade, prendendo cerca de 15.000 pessoas dentro. Ele também acrescentou que "pacientes estavam morrendo a cada minuto, vítimas e feridos também estavam morrendo, até mesmo bebês em incubadoras".
O exército israelense negou ter colocado o Hospital Al-Shifa sob cerco, afirmando que não havia tiroteios ou cerco, e que o lado leste permanecia aberto. No mesmo dia, a OMS informou que havia perdido contato com o hospital. O diretor do hospital disse que os bebês prematuros estavam em uma 'situação precária' e que foram transferidos para um 'local insalubre'. Nesse momento, a energia foi completamente cortada no hospital. A Ministra da Saúde, Mai Al-Kalia, afirmou que mais de 100 corpos estavam no pátio do hospital e que as equipes médicas não conseguiram fazer uma vala comum devido à 'gravidade da situação no terreno'. Ela também acrescentou que 39 bebês estavam em risco de morte e que um bebê morreu naquela manhã devido à falta de combustível. Cães vadios também começaram a "atacar" e comer os corpos. Médicos no Hospital Al-Shifa relataram que atiradores nos arredores do complexo estavam disparando contra "qualquer pessoa em movimento".
Uma autoridade de saúde do Hamas relatou à Agence France-Presse que a ala cardíaca foi atingida por ataques aéreos israelenses, o que foi confirmado por testemunhas, mas não pela AFP.
Em 12 de novembro, Israel tentou fornecer 300 litros de combustível ao hospital, que, segundo eles, foram bloqueados pelo Hamas. Em resposta, um porta-voz do Ministério da Saúde afirmou que o Al-Shifa precisava de 8.000 a 12.000 litros de combustível para funcionar por um dia, e que 300 litros manteriam o hospital funcionando por meia hora. Além disso, a equipe do hospital observou que não havia como receber esse combustível, pois nenhuma ambulância chegava ao Al-Shifa e corria o risco de ficar presa no fogo cruzado, pedindo que a única maneira de acessar o combustível com segurança era com uma pausa nos combates.
Em 13 de novembro, cerca de 50 pessoas tentaram evacuar o hospital, mas disseram que as forças israelenses atiraram contra elas, ferindo um homem.
Em 14 de novembro, uma autoridade de saúde de Gaza disse que a equipe médica enterrou 179 pacientes mortos em uma vala comum no pátio do hospital, pois os corpos começaram a se decompor após o necrotério do hospital perder eletricidade. Uma testemunha relatou que "cães selvagens" estavam comendo os corpos não enterrados.

### Invasão de 15 de novembro
Pouco após a meia-noite de 15 de novembro, as forças israelenses informaram às autoridades que invadiriam o hospital em breve. A equipe do hospital relatou sons de confrontos do lado de fora do terreno, e Israel informou ter matado vários militantes do Hamas fora do complexo.
Após a invasão, Israel afirmou que entregou suprimentos ao hospital, incluindo suprimentos médicos e alimentos para bebês, e que forneceria incubadoras alimentadas por bateria para ajudar na transferência de bebês. Não houve confirmação da Reuters sobre as incubadoras, e a NBC foi "incapaz de verificar quando as incubadoras poderiam ser entregues ou como o exército israelense as levaria ao Al-Shifa em meio à violência na área". A FDI divulgou uma foto de um soldado ao lado de caixas rotuladas como suprimentos médicos e alimentos para bebês, e a Reuters confirmou que o local era dentro do Al-Shifa. A Reuters relatou que a FDI disse que três incubadoras alimentadas por bateria estavam em espera fora de Gaza. A FDI divulgou um vídeo mostrando a entrega de 300 litros de combustível no portão da frente do Al-Shifa e uma foto de um soldado carregando incubadoras móveis. Israel também relatou ter encontrado armas e outra "infraestrutura terrorista" dentro do hospital; "evidências concretas", disseram, de que o Hamas usava o hospital como um "quartel-general terrorista". Segundo a BBC, um oficial israelense disse que Israel encontrou armas e infraestrutura terrorista, mas não forneceu evidências imediatamente.
De acordo com um jornalista dentro do hospital, Israel estava interrogando pessoas no hospital na manhã de quarta-feira, incluindo médicos e pacientes. Segundo uma testemunha, as forças israelenses dispararam uma bomba de fumaça no hospital que "causou sufocamento nas pessoas", enquanto um porta-voz do Ministério da Saúde de Gaza disse que "o exército de ocupação está agora no porão e procurando no porão. Eles estão dentro do complexo, atirando e realizando bombardeios". Munir al-Bursh, diretor geral dos hospitais de Gaza, disse à Al Jazeera, "Pacientes, mulheres e crianças estão aterrorizados".

### 16 e 17 de novembro
Netanyahu afirmou em uma entrevista à CBS que o governo israelense tinha "fortes indicações" de que reféns estavam no Al-Shifa, o que foi um dos motivos para entrarem no hospital, acrescentando que "acho que quanto menos eu falar sobre isso, melhor". Em 16 de novembro, a FDI relatou que o corpo de Yehudit Weiss, uma mulher de 65 anos capturada no kibutz Be'eri, foi encontrado em uma estrutura próxima ao hospital. Em 17 de novembro, a FDI encontrou o corpo da cabo Noa Marciano, de 19 anos, em um prédio próximo ao hospital.

### Evacuação
Em 19 de novembro, a Organização Mundial da Saúde evacuou 31 bebês prematuros, enquanto mais de 250 pacientes gravemente doentes ou feridos permaneciam presos no hospital. A Médicos Sem Fronteiras disse que em 18 de novembro as forças israelenses dispararam "deliberadamente" contra um comboio claramente marcado que transportava 140 funcionários da organização e seus familiares. Mais de 2.500 pessoas também foram evacuadas.

## Alegação de uso militar
Ver também Houve alegações de que o Hamas estaria usando o Hospital Al-Shifa para fins militares. Izzat al-Risheq, um oficial do Hamas, negou as alegações de que o grupo estava usando o Hospital Al-Shifa como escudo para suas estruturas militares subterrâneas, afirmando que não havia verdade nas declarações.
Em 14 de novembro de 2023, o porta-voz do Conselho de Segurança Nacional dos EUA, John Kirby, disse que os Estados Unidos tinham suas próprias fontes de inteligência indicando que o Hospital Al-Shifa estava sendo usado pelo Hamas para conduzir operações militares e armazenar armas, o que constitui um crime de guerra. A inteligência incluía interceptações de comunicações de combatentes do Hamas dentro do complexo hospitalar.
A equipe do Al-Shifa apelou à comunidade internacional para enviar delegações internacionais ao hospital para verificar que nenhuma ação militar estava ocorrendo no local.

### Divulgação de fotos pela FDI
A FDI divulgou fotos mostrando "uniformes militares, 11 armas, três coletes militares, um com o logotipo do Hamas, nove granadas, dois Alcorões, um cordão de contas de oração, uma caixa de tâmaras" que, segundo eles, foram encontrados no hospital. O ex-conselheiro jurídico do Departamento de Estado dos Estados Unidos, Brian Finucane, disse que "essas armas, por si só, dificilmente parecem justificar a fixação militar em Al-Shifa, mesmo deixando a lei de lado".
Após a divulgação das fotos israelenses, o analista político sênior da Al Jazeera, Marwan Bishara [en], mostrou-se cético, já que o Hamas teria deixado as armas e nada mais. Bishara acrescentou que Israel não possui evidências que justifiquem "o genocídio que cometeram contra Gaza e os bombardeios de hospitais e outras instalações, além das punições coletivas".
Mouin Rabbani [en], analista do Oriente Médio, declarou à Al Jazeera: "As forças israelenses invadiram o Hospital Al-Shifa e estiveram dentro dele por 12 horas completas – tendo recusado a presença de qualquer parte independente para acompanhá-los – e agora devemos acreditar que havia militantes do Hamas lá dentro sendo perseguidos pelo exército israelense, mas que, de alguma forma, deixaram suas armas para trás?"
As forças israelenses continuaram a busca na instalação pelo segundo dia, descobrindo o que descreveram como a entrada de um túnel no perímetro do complexo hospitalar. Jornalistas do The New York Times visitaram o local e verificaram que existia um poço de concreto descendo para a terra, com fiação elétrica e uma escada visíveis, embora não pudessem determinar a profundidade do poço ou para onde ele levava. O jornalista investigativo Jeremy Scahill afirmou que "os israelenses têm um histórico de décadas de mentiras, de promover informações falsas, divulgar vídeos manipulados". Ele então declarou, sobre as evidências, que havia visto mais armas nas casas de americanos do que neste suposto Pentágono do Hamas sob o Hospital Al-Shifa.
Jeremy Bowen [en], editor internacional da BBC News, observou que não havia escrutínio independente dentro do hospital, já que os jornalistas estavam trabalhando sob a supervisão do exército israelense. Ele também afirmou que as evidências apresentadas não eram convincentes o suficiente para provar que "este era um centro nevrálgico para a operação do Hamas". Em 17 de novembro de 2023, jornalistas do The Independent declararam que "Israel não apresentou evidências que mostrem um quartel-general em grande escala sob o hospital".

### Divulgação de filmagens do poço do túnel pela FDI
Em 19 de novembro, a FDI divulgou filmagens dentro do poço de um túnel que, segundo eles, fazia parte de uma rede de túneis do Hamas. As filmagens mostraram um poço de túnel com uma escada em espiral com cerca de três metros de profundidade, continuando por sete metros até alcançar parte de uma rede de túneis. O túnel prossegue por cinco metros antes de virar à direita e continuar por mais 50 metros. No final, há uma porta à prova de explosões e o que a FDI descreve como uma "boca de arma". Mounir El Barsh, diretor do Ministério da Saúde de Gaza, afirmou que a declaração israelense sobre o túnel era uma "mentira pura" e que a FDI já estava no complexo Al-Shifa por oito dias. No mesmo dia, a FDI também publicou imagens de vigilância capturadas pelas câmeras do hospital, mostrando um grupo de homens trazendo à força dois reféns para o hospital. Os reféns foram identificados como dois estrangeiros capturados durante o ataque de 7 de outubro. O Hamas não respondeu, mas no passado afirmou que levou reféns a hospitais para tratamento.
No mesmo dia, a CNN visitou o poço do túnel e confirmou que um túnel existia perto do hospital, descrevendo um poço substancial descendo 10 metros na terra, que incluía uma coluna central que parecia ser um eixo para uma escada em espiral; segundo um vídeo mostrado pela FDI, mais fundo no poço, tal escada em espiral existia. Tanto o Hamas quanto as autoridades de saúde negaram que uma rede de túneis existisse sob o hospital. Após inspecionar a rede de túneis, o Haaretz relatou que "A questão de se os administradores do Al-Shifa sabiam sobre os túneis, as munições e o quartel-general militar é respondida no momento em que você desce ao túnel com a FDI – um trecho tem 170 metros de comprimento. Não há como os administradores do hospital não soubessem o que estava acontecendo... Os túneis levam a salas bem iluminadas e climatizadas que contêm mesas e camas. Não está claro se essas salas foram preparadas para receber reféns, mas não há dúvida de que foram usadas por comandantes de companhia, batalhão e brigada do Hamas, e que os combates foram dirigidos de lá em conflitos recentes, se não também na guerra atual".
Em 20 de novembro, o ex-primeiro-ministro israelense Ehud Barak, referindo-se a bunkers construídos por Israel décadas atrás, disse à CNN: "Já é conhecido há muitos anos que eles [Hamas] têm os bunkers que originalmente foram construídos por construtores israelenses sob o Al-Shifa [que] foram usados como um posto de comando do Hamas. E, uma espécie de junção de vários túneis faz parte deste sistema". Segundo autoridades israelenses, o Hamas posteriormente escavou o porão original, adicionando novos andares e conectando-o como um eixo dentro de seu sistema de túneis existente. Uma investigação da France24 concluiu que as imagens e vídeos dos túneis publicados pela FDI eram consistentes com túneis construídos pelo Hamas. Eles também observaram que os túneis foram encontrados sob o prédio do Qatar, que foi construído após a retirada de Israel de Gaza.
O The Washington Post analisou o material divulgado publicamente por Israel, juntamente com imagens de satélite e outros materiais disponíveis publicamente, e concluiu que as salas conectadas a uma rede de túneis não mostravam evidências imediatas de uso pelo Hamas, e que cada um dos prédios que o porta-voz da FDI, Daniel Hagari, identificou como "diretamente envolvidos" na atividade militar do Hamas não parecia estar conectado a nenhuma rede de túneis, e que não havia evidências divulgadas que mostrassem que uma rede de túneis pudesse ser acessada a partir das enfermarias do hospital. A equipe de análise do France 24 Observer foi "incapaz de verificar as alegações israelenses de que a passagem leva a uma rede maior de túneis".
Em 21 de dezembro, o The Washington Post publicou uma análise concluindo que os prédios hospitalares em questão não estavam realmente conectados aos túneis. Em 2 de janeiro de 2024, documentos recém-desclassificados pelos Estados Unidos mostraram que suas agências de espionagem continuavam a expressar confiança de que o hospital havia sido usado como um centro de comando e controle, sem fornecer evidências visuais. No dia seguinte, Israel anunciou que havia desmantelado um túnel sob o hospital. Relatórios de notícias no dia seguinte afirmaram que as declarações de Israel e dos EUA não são consideradas como prova conclusiva do uso do Al-Shifa pelo Hamas.

## Impacto e vítimas
A situação no Hospital Al-Shifa faz parte de uma séria crise de saúde em Gaza. O hospital está rapidamente ficando sem eletricidade, alimentos e suprimentos médicos. O último gerador ficou sem combustível, resultando na morte de três bebês prematuros e quatro outros pacientes. Até 19 de novembro de 2023, o hospital não tinha antibióticos ou analgésicos para tratar seus pacientes.
Até 12 de novembro de 2023, dois pacientes em estado crítico na UTI morreram devido à falta de eletricidade e oxigênio.
De acordo com um médico do hospital citado em um artigo da BBC de 15 de novembro de 2023, seis bebês prematuros morreram, assim como uma vítima de queimaduras em estado crítico. O médico atribui essas mortes à falta de combustível para incubadoras, oxigênio e outros equipamentos médicos essenciais. Outro médico do hospital, Ahmed Mokhallalati, disse que 43 dos 63 pacientes da unidade de terapia intensiva morreram porque a UTI ficou sem oxigênio.
O bloqueio resultou em um desastre humanitário, com numerosos palestinos buscando refúgio em instalações médicas. O impacto sobre os civis, especialmente crianças, foi extenso, com quase metade dos hospitais de Gaza fechando devido à escassez aguda de combustível. O hospital teve que fornecer moradia improvisada, e a ausência de água potável e serviços de saneamento está exacerbando a transmissão de doenças infecciosas.
Em meio ao cerco, o Hamas suspendeu as negociações de reféns devido à tomada do Hospital Al-Shifa por Israel e ao intenso fogo enquanto as forças israelenses se aproximavam da instalação.
Autoridades de Gaza disseram que um ataque aéreo destruiu a ala cardíaca do hospital, enquanto um corte de energia desligou as incubadoras da unidade neonatal, onde cerca de 40 crianças estavam hospedadas, e ventiladores para outros recebendo cuidados urgentes.
Em 19 de novembro de 2023, os 31 bebês prematuros restantes recebendo cuidados no Hospital Al-Shifa foram transferidos para o Hospital Emirati em Rafah, escoltados pela Sociedade do Crescente Vermelho Palestino e outras organizações de saúde. Vinte e oito dos bebês foram evacuados para o Egito em 20 de novembro.
Em julho de 2024, o diretor do Hospital Al-Shifa foi libertado da prisão israelense após passar sete meses em detenção.

### Campanha midiática israelense
Antes e após o cerco, o governo israelense envolveu-se em uma campanha de relações públicas destinada a justificar o cerco e a tomada do hospital. Em 11 de novembro, o Ministério das Relações Exteriores de Israel publicou no X um vídeo supostamente de uma enfermeira no Al-Shifa que corroborava as declarações israelenses sobre o uso do hospital pelo Hamas. O The Nation descreveu a campanha como propaganda, afirmando que o vídeo foi amplamente ridicularizado, com muitos árabes questionando sua autenticidade, e o ministério apagou o tweet em um dia. O The Daily Beast, comentando sobre o vídeo, disse: "Tudo nele cheirava a teatro de ensino médio – desde o sotaque malfeito que parecia saído de uma novela israelense até os pontos de fala da FDI perfeitamente roteirizados saindo de sua boca". A France 24 considerou que o vídeo provavelmente foi encenado. Posteriormente, a France 24, citando três especialistas, Michael Milshtein da Universidade de Tel Aviv, Scott Savitz, engenheiro, e Daphne Richmond-Barak da Universidade Reichman em Israel, concluiu que as filmagens divulgadas por Israel dos túneis sob o hospital Al-Shifa "indicam que esses túneis têm todas as características de túneis pertencentes ao grupo terrorista Hamas".
Alguns especialistas disseram que evidências questionáveis, como afirmar que um calendário em árabe era um cronograma de turnos do Hamas e exibir cortinas como prova de que vídeos de reféns foram filmados, enfraqueceram a credibilidade de Israel, com H. A. Hellyer [en] afirmando: "A ironia é que eles podem encontrar algo e ninguém vai acreditar neles, neste ponto sua credibilidade está abalada". Ele acrescentou: "Não levamos a sério o que um grupo terrorista diz, mas levamos a sério o que um exército diz, especialmente um que é aliado nosso. Então, naturalmente, o mantemos em um padrão mais alto". Muhammad Shehada, Chefe de Programas e Comunicações do Euro-Mediterranean Human Rights Monitor [en], disse sobre os requisitos que Israel impôs às equipes de mídia em suas visitas supervisionadas ao Al-Shifa que as equipes basicamente concordaram em transmitir propaganda, dizendo das equipes: "Você não tem permissão para falar com qualquer palestino ou gazense para desafiar o que a FDI está te alimentando. Você não tem permissão para ir além do tour que a FDI organizou, então você se limita ao que a FDI quer te mostrar e aonde eles te levam. E você tem que revisar o material com eles antes de publicar, de modo que o resultado disso não é jornalismo. É propaganda".
O The New Arab, descrevendo a campanha de propaganda em andamento e como ela saiu pela culatra com pessoas questionando a credibilidade de Israel, escreveu que Israel havia "recorrido a áudios falsos, alegações infundadas e imagens manipuladas para branquear seu ataque em Gaza". Eles discutiram como a falha das incubadoras na Unidade de terapia intensiva neonatal do Al-Shifa, causada pela negação de entregas de combustível por Israel e o corte de eletricidade, foi responsável pela morte de três bebês prematuros. Israel, embora tenha causado a escassez de combustível e a falha das incubadoras existentes, fez um show ao entregar novas incubadoras ao hospital. No entanto, o problema não era com as incubadoras, era com a falta de combustível, uma questão que não foi abordada.
A CNN relatou em 20 de novembro que as imagens de vídeo "sugerem que as armas no Al-Shifa podem ter sido rearranjadas", citando um vídeo de 15 de novembro da FDI mostrando apenas uma arma AK-47 atrás de uma máquina de ressonância magnética no hospital, em comparação com vídeos posteriores da Fox News e da BBC mostrando duas armas AK-47 no mesmo local; a FDI respondeu que a diferença ocorreu porque "mais armas e ativos terroristas foram descobertos ao longo do dia ... Sugestões de que a FDI está manipulando a mídia são incorretas". A BBC também concluiu que o número de armas atrás da máquina de ressonância magnética dobrou nos vídeos separados e, adicionalmente, descobriu que o vídeo da FDI foi editado, apesar da alegação da FDI de que não foi editado.
Após a divulgação de evidências em vídeo por Israel em 22 de novembro, a Associated Press, o New York Times, o Wall Street Journal, o Guardian, a Sky News e a Amnesty International concluíram que isso não constituía evidência suficiente para demonstrar o uso pelo Hamas de um centro de comando. O Haaretz relatou que "túneis do Hamas passando pelo coração do complexo" provam que o Hamas usou o hospital para fins militares.

## Cerco de Março de 2024

### 18 de Março
Na segunda-feira, 18 de março de 2024, às 2h30, as forças israelenses iniciaram o que chamaram de uma "operação precisa na área do hospital Al-Shifa para frustrar a atividade do Hamas". O Ministério da Saúde de Gaza afirmou que a invasão israelense foi um "massacre contra os doentes, os feridos, os deslocados e a equipe médica dentro do Hospital Al-Shifa". Um sobrevivente do cerco subsequente relatou que centenas de membros das alas não militares do Hamas e da Jihad Islâmica Palestina (JIP), que eram empregados no hospital, haviam se reunido lá para receber seus salários. Ele disse que eles incluíam membros das equipes de defesa civil de Gaza, força policial e serviços de segurança interna. Em um relatório do Mondoweiss após o cerco, o sobrevivente afirmou: "Havia uma sala no prédio de cirurgias especializadas que servia como escritório para as filiais governamentais [do Hamas] que operavam acima do solo" e "outro prédio que era um escritório para o movimento [JIP], e os homens empregados pelo movimento iam lá para coletar seus salários".
Os relatórios de 18 de março indicaram a presença de tanques na instalação, e testemunhas disseram que houve trocas substanciais de fogo ao redor da área. O Financial Times relatou "batalhas armadas" ao redor da instalação onde milhares de pessoas estavam abrigadas, enquanto as forças israelenses visavam impedir que combatentes do Hamas se reagrupassem no norte de Gaza. O Ministério da Saúde afirmou que 30.000 pessoas deslocadas estavam abrigadas dentro do hospital no início da invasão e que qualquer um "que tenta se mover é alvo de balas de atiradores e drones". Imagens da Sky News mostraram pessoas ao redor do hospital em angústia após a invasão.
Inicialmente, o porta-voz da FDI, Daniel Hagari, afirmou que os pacientes estavam "sem obrigação" de evacuar. Mais tarde, Israel lançou folhetos ordenando a evacuação do hospital. No início da invasão, Wadea Abu Alsoud, um jornalista palestino no local, afirmou que a situação era "catastrófica" enquanto o hospital ficava sob intenso fogo israelense. Jornalistas da Al Jazeera Arabic afirmaram que as forças israelenses abriram fogo dentro do hospital. O exército israelense afirmou que foi alvejado ao entrar no complexo e divulgou imagens de drones que, segundo eles, mostravam suas tropas sendo atacadas. Um incêndio irrompeu em um dos prédios. Minutos após sua chegada, um representante da FDI afirmou que "eles conquistaram o Al-Shifa e todos estão presos".
Ismail al-Ghoul [en], um jornalista da Al Jazeera presente no Al-Shifa durante a invasão, afirmou que os jornalistas foram despidos, forçados a deitar de bruços, vendados e interrogados após doze horas. Testemunhas relataram que os jornalistas foram espancados antes de serem levados para um local não revelado. Vídeos da invasão de Israel mostraram as forças israelenses operando um trator blindado nas proximidades do hospital, e o pátio do hospital foi destruído por tratores.
A invasão causou o deslocamento forçado de famílias de Rimal em direção ao centro da Faixa de Gaza. Tedros Adhanom Ghebreyesus, diretor da Organização Mundial da Saúde, afirmou que a organização estava "terrivelmente preocupada" com a invasão e declarou que "hospitais nunca devem ser campos de batalha". Ataques aéreos israelenses ao redor do hospital deixaram residentes procurando sobreviventes com as próprias mãos, com um jovem dizendo aos jornalistas: "Pelo amor de Deus, não tenho para onde ir... toda a minha família foi morta".
A FDI afirmou que durante a operação Faiq al-Mabhouh, "chefe da diretoria de operações do serviço de segurança interna do Hamas", estava entre os mortos. O escritório de mídia do Hamas disse que Faiq al-Mabhouh estava liderando a coordenação de entregas para o norte de Gaza com a ONU e clãs locais. Dois soldados israelenses também foram mortos durante a operação, e Daniel Hagari afirmou que as forças israelenses prenderam 200 pessoas durante a invasão de 18 de março.

### 19 de Março
O The New York Times relatou que a operação de 18 de março desencadeou uma batalha, com tanto o Hamas quanto Israel relatando baixas. A operação atraiu condenação das autoridades de saúde de Gaza e questionamentos sobre o estado de controle de Israel sobre o norte de Gaza. A Associated Press relatou intensos combates ao redor do hospital entre combatentes do Hamas e tropas israelenses nos distritos próximos, com explosões sacudindo o hospital e os bairros circundantes.

### 20 de Março
A invasão ainda continuava até 20 de março, com as forças israelenses cercando a instalação, impedindo a evacuação das pessoas. As narrativas oficiais de Israel e da Palestina em 20 de março diferiam drasticamente. O exército israelense afirmou que matou 90 homens armados. O Escritório de Mídia de Gaza afirmou que todas as pessoas mortas por Israel eram pacientes feridos e deslocados, e que treze pacientes morreram devido à falta de medicamentos, oxigênio e alimentos. A Reuters afirmou que não conseguiu verificar nenhuma das versões.
Os corpos de pessoas mortas enquanto tentavam fugir do hospital permaneceram nas ruas enquanto os tiroteios continuavam. Buscas extensivas pelas tropas israelenses foram realizadas dentro e ao redor do hospital. O jornalista da Al Jazeera, Mahmoud Eliwa, foi preso por soldados israelenses no hospital. De acordo com Mads Gilbert, a equipe médica foi detida, mantida no frio por horas, submetida a "investigações humilhantes", e um médico foi baleado no peito enquanto tentava cumprir as ordens das forças israelenses. Uma pessoa deslocada no hospital afirmou: "Os soldados atiraram no prédio onde estamos. Eles nos pediram para tirar as roupas e descer para o pátio do hospital". A CNN relatou que testemunhas viram jornalistas palestinos e trabalhadores da saúde vendados, algemados e despidos até a roupa íntima. O chefe da Organização Mundial da Saúde afirmou: "O acesso ao Al-Shifa agora é impossível e há relatos de que a equipe médica está sendo detida". Ambulâncias foram impedidas de chegar ao hospital.
A Defesa Civil de Gaza afirmou que não conseguiu alcançar pacientes feridos. Sobreviventes da invasão afirmaram que foram despidos, detidos por horas e alvos de tiros apesar de carregarem bandeiras brancas. Imagens de Saja Junaid, de quatro anos, viralizaram, mostrando a menina gravemente queimada forçada a fugir do hospital para Deir al-Balah, com jornalistas afirmando que ela não comia há três dias.

### 21 de Março
O chefe de cirurgia do Al-Shifa afirmou que, após serem despidos, os médicos tiveram seus rostos escaneados pelo exército israelense e foram levados um a um para uma "investigação humilhante". Um homem que morava perto do hospital declarou: "Estamos ouvindo constantemente os sons de confrontos, tiros, bombardeios, drones e aviões, dia e noite". A FDI afirmou que evacuou 220 pacientes e equipamentos de emergência para outro prédio, que "terroristas" haviam se barricado perto da sala de emergência e que havia combates.
Hani Mahmoud, um jornalista no local, afirmou: "O exército israelense está agora ordenando que todos dentro do hospital, incluindo a equipe médica e pacientes, evacuem imediatamente. Caso contrário, toda a instalação será explodida". Mídias locais relataram que as forças israelenses explodiram um prédio de cuidados especializados no complexo médico. Israel afirmou que realizou 600 prisões, incluindo dezenas de comandantes importantes do Hamas e da Jihad Islâmica Palestina.

### 22 de Março
Tedros Adhanom Ghebreyesus, diretor da Organização Mundial da Saúde, afirmou que a situação no Al-Shifa era "completamente desumana", com cerca de 200 funcionários e pacientes mantidos em um prédio com acesso limitado a comida e água, e pacientes gravemente feridos deitados no chão. O Comitê para a Proteção dos Jornalistas afirmou estar "gravemente preocupado" com os jornalistas presos por Israel e declarou que as FDI "precisam ser totalmente transparentes sobre os jornalistas que foram detidos e evitar qualquer tentativa de bloquear o trabalho de jornalistas no Hospital Al-Shifa e em toda Gaza".
O exército israelense ordenou a rendição de todas as pessoas que permaneciam no hospital sitiado. Imagens verificadas mostraram tratores israelenses "causando estragos" no complexo hospitalar. A Al Jazeera relatou que "batalhas intensas" estavam "ocorrendo há dias" dentro e ao redor do hospital. O Ministério da Saúde de Gaza afirmou que Israel bombardeou vários prédios do hospital e incendiou seu departamento de cirurgia vascular. Após um paciente idoso dizer à Agence France-Presse que testemunhou soldados israelenses "espancarem todos os jovens e prendê-los", a FDI afirmou que "identificaria casos incomuns que desviassem do que é esperado dos soldados do exército".

### 23 de Março
Em 23 de março, o Hamas e a Jihad Islâmica Palestina disseram que estavam envolvidos em batalhas com a FDI fora do Hospital Al-Shifa e na área circundante. O Hamas negou qualquer presença dentro do hospital. A Reuters relatou que as tropas israelenses ainda estavam revistando o complexo, com o exército israelense afirmando que o hospital está ligado a uma rede de túneis usados como base militante palestina. Até 23 de março, Israel afirmou que matou mais de 170 homens armados dentro do terreno do hospital. O Hamas disse que todos os mortos eram pacientes ou pessoas deslocadas. O Ministério da Saúde de Gaza afirmou que cinco pacientes feridos estavam presos no hospital e ficaram seis dias sem água, comida ou medicamentos.

### 24 de Março
A FDI afirmou que matou 170 pessoas e prendeu mais de 800 no total. A FDI disse que as forças de inteligência começaram a interrogar alguns dos detidos e que aqueles que não foram encontrados com afiliações a grupos militantes foram libertados. A equipe da Médicos sem Fronteiras afirmou que "fortes ataques aéreos das forças israelenses e combates intensos" estavam "colocando em perigo pacientes, equipe médica e pessoas presas dentro". O escritório de mídia do governo de Gaza afirmou que cinco membros da equipe médica foram mortos por soldados israelenses.

### 25 de Março
Jameel al-Ayoubi, uma pessoa deslocada abrigada no hospital, disse à Associated Press que viu tanques israelenses passarem por cima dos corpos de quatro pessoas mortas na invasão. O porta-voz da FDI, Daniel Hagari, afirmou que o Hamas disparou morteiros da sala de emergência e do pavilhão de maternidade do Al-Shifa, além de lançar explosivos do pavilhão de queimados.

### 26 de Março
O Ministério da Saúde de Gaza afirmou que pessoas no Departamento de Recursos Humanos do hospital foram presas.

### 27 de Março
Um residente que morava a 1 km do hospital afirmou: "As explosões nunca param, vemos linhas de fumaça vindo de dentro, ninguém se move mesmo nas ruas que estão a centenas de metros de distância por causa dos atiradores israelenses nos telhados dos prédios". Imagens verificadas mostraram uma família evacuada de perto do Al-Shifa dizendo: "Erguemos a bandeira branca enquanto o tanque estava ao lado da nossa casa e eles começaram a disparar contra nós". Moath al-Kahlout, um jornalista no norte de Gaza, afirmou: "Pacientes e equipe médica estão presos em uma pequena sala dentro do prédio de desenvolvimento de recursos humanos, que não está equipado para fornecer cuidados médicos".

### 28 de Março
O escritório de mídia de Gaza afirmou que informações preliminares sugeriam que as forças israelenses mataram 200 pessoas deslocadas dentro do hospital. A Defesa Civil de Gaza afirmou que 65 de seus funcionários foram mortos nas proximidades do Al-Shifa. Hani Mahmoud, um jornalista em Gaza, afirmou: "Um bairro residencial inteiro perto do hospital... foi destruído, tornado irreconhecível". Mídias locais relataram que o jornalista Muhammad Abu Sakhil foi morto pelas forças israelenses no Al-Shifa.

### 30 de Março
O escritório de mídia de Gaza afirmou que 400 pessoas foram mortas pelas forças israelenses durante as invasões, chamando o ataque de crime de guerra. A Organização Mundial da Saúde afirmou que precisou adiar uma missão conjunta ao Al-Shifa, após Israel negar três missões anteriores ao hospital. O Ministério da Saúde de Gaza afirmou que Israel estava impedindo a evacuação de pacientes.

### 31 de Março
A Organização Mundial da Saúde afirmou que 21 pacientes morreram desde o início da invasão de Israel. A FDI afirmou que encontrou armas escondidas em travesseiros e camas de pacientes no pavilhão de maternidade do Al-Shifa, além de tetos e paredes do hospital.

### 1 de Abril
As forças israelenses se retiraram do hospital, deixando-o com janelas explodidas e paredes de concreto enegrecidas. As Brigadas dos Mártires de Al-Aqsa afirmaram que atacaram as forças de Israel com artilharia durante a operação militar e a retirada israelense. Um oficial israelense disse que os militantes não entraram por túneis, que foram amplamente destruídos em 2023, mas chegaram com civis, coletando armas escondidas ao redor do hospital ou em residências particulares.

### Consequências
Em 2 de abril de 2024, um porta-voz da Organização Mundial da Saúde afirmou que havia contatado a equipe do Al-Shifa e que, "Os diretores nos disseram que o Hospital Al-Shifa acabou. Ele não é mais capaz de funcionar de forma alguma como hospital". Em 3 de abril, uma atualização rápida da UNOCHA citou a OMS, afirmando, "O Hospital Al-Shifa está agora em ruínas e não é mais capaz de funcionar como hospital". Em 5 de abril de 2024, uma missão liderada pela OMS visitou o Al-Shifa para realizar uma avaliação inicial da extensão da destruição e determinar as necessidades para orientar esforços de restauração da instalação no futuro. A equipe encontrou a maioria dos edifícios amplamente danificados ou destruídos e a maior parte do equipamento inutilizável ou reduzido a cinzas. Explosivos e fogo danificaram significativamente o departamento de emergência, os edifícios cirúrgicos e de maternidade. A missão afirmou que a destruição deixou a instalação não funcional; a restauração de funcionalidade mínima a curto prazo parecia implausível e exigiria esforços para avaliar e limpar o terreno de dispositivos militares não detonados.
Em 6 de abril de 2024, um relatório da NPR constatou: "Corpos estavam em decomposição no pátio de terra do hospital, repleto de munições não detonadas. Outras pessoas foram baleadas e deixadas para morrer em seus corredores, mutiladas e esmagadas por tanques fora de seus portões, decompostas em ruas laterais e em edifícios". A NPR afirmou que não havia "clareza" sobre quantos dos mortos eram civis ou combatentes. A Médicos sem Fronteiras afirmou: "O maior hospital de Gaza está agora fora de serviço. Dado o grau de destruição, as pessoas no norte têm ainda menos opções de cuidados de saúde". De acordo com a WAFA, centenas de civis mortos foram encontrados no Al-Shifa. Uma enfermeira do hospital afirmou: "O cheiro de cadáveres enchia o lugar. O que aconteceu conosco é indizível". A Mondoweiss [en] relatou que "o exército israelense atirou em pacientes em suas camas", além de médicos e "centenas de funcionários do governo civil".
Moath al-Kahlout, um oficial da Defesa Civil de Gaza, afirmou que edifícios e máquinas médicas foram "totalmente destruídos". A Al Jazeera Arabic relatou: "Os edifícios em todos os departamentos foram queimados, e a estrutura do complexo foi danificada internamente". O diretor do hospital afirmou: "Todos os edifícios do complexo médico Al-Shifa foram completamente destruídos e queimados. O complexo médico Al-Shifa acabou para sempre". Em 9 de abril, o porta-voz da Defesa Civil de Gaza, Mahmoud Basal, disse que pelo menos 381 corpos foram recuperados dentro e ao redor do complexo desde 1º de abril, excluindo pessoas enterradas no terreno do hospital. Valas comuns também foram encontradas ao redor do hospital. Em 15 de abril, equipes médicas afirmaram que recuperaram 15 corpos ao redor do hospital. As forças israelenses disseram que "aproximadamente 500 suspeitos afiliados a organizações terroristas foram presos e 200 terroristas foram eliminados".

### Alegações falsas de estupro
Em 24 de março, a Al Jazeera publicou o que mais tarde foi revelado como alegações falsas de estupro. A Al Jazeera relatou uma história em seu liveblog intitulada, "Forças israelenses estupraram, mataram mulheres durante invasão ao Al-Shifa, diz testemunha". A atualização da Al Jazeera usou declarações de uma testemunha, Jamila al-Hissi (também transliterada como Jamila Al-Hessi), que afirmou que "Eles estupraram mulheres, sequestraram mulheres, executaram mulheres e retiraram corpos mortos debaixo dos escombros para soltar seus cães sobre eles". A Al Jazeera relatou que al-Hissi descreveu a situação como uma "zona de guerra" e estava presa em um prédio perto do hospital. A declaração de al-Hissi também foi relatada pela Middle East Eye [en], Morocco World News [en] e The New Arab.
O porta-voz do Ministério das Relações Exteriores do Irã, Nasser Kanaani [en], pediu uma missão de investigação sobre violência sexual no Al-Shifa.
Em 25 de março, a Al Jazeera primeiro removeu seu vídeo com as declarações de Jamila al-Hissi e depois o artigo escrito. O ex-diretor executivo da Al Jazeera, Yasser Abu Hilalah, escreveu no X, "As investigações do Hamas revelaram que a história do estupro de mulheres no Hospital Al-Shifa foi fabricada". Abu Hilalah relatou que al-Hissi "justificou seu exagero e discurso incorreto dizendo que o objetivo era despertar o fervor e a fraternidade da nação".

### Alegações de execução
A Al Jazeera e o Euro-Mediterranean Human Rights Monitor, uma organização de direitos humanos sediada em Genebra, afirmaram que a invasão de Israel "resultou na morte de mais de 200 palestinos, incluindo civis. Muitos foram deliberadamente mortos ou executados extrajudicialmente após a prisão". A Al Jazeera English relatou testemunhas descrevendo "execuções" no Al-Shifa. O Euro-Med Monitor afirmou que pelo menos treze crianças foram mortas na área próxima ao hospital ou enquanto tentavam fugir da área com suas famílias. A organização afirmou que as forças israelenses atiraram e executaram essas crianças. A porta-voz da Casa Branca, Karine Jean-Pierre, afirmou que os EUA não verificaram imagens de execuções ao redor do Al-Shifa, mas disse: "É profundamente preocupante se for verdade. Estamos entrando em contato com o governo de Israel para obter mais informações". A Sociedade do Crescente Vermelho Palestino relatou que departamentos do hospital foram incendiados e afirmou: "De acordo com relatos de testemunhas e relatórios oficiais, muitos dos civis foram executados. Eles foram mortos pelas forças de ocupação israelenses, incluindo equipe médica, médicos e enfermeiros, que foram intencionalmente executados pelos soldados israelenses".
Adnan al-Bursh [en], chefe do departamento de ortopedia do hospital, morreu em 19 de abril enquanto estava sob custódia do Serviço Prisional de Israel (IPS). A Comissão de Detidos e Ex-Detidos [en] e a Sociedade de Prisioneiros Palestinianos acusaram Israel de torturá-lo até a morte, enquanto Ghassan Abu-Sittah [en] alegou que al-Bursh foi espancado até a morte por guardas da prisão. Um porta-voz do IPS disse à Reuters que investigaria as circunstâncias de sua morte.

### Declarações
Israel afirmou que sua operação visava limpar o Hospital Al-Shifa de militantes que operavam lá.
O Escritório de Mídia de Gaza disse que a invasão constituiu um crime de guerra. O Euro-Mediterranean Human Rights Monitor afirmou que coletou testemunhos de que jovens estavam sendo usados como escudos humanos pelo exército israelense. A Al Jazeera English afirmou que havia relatos de que Israel cometeu crimes de guerra "hediondos" durante o cerco.
O Hamas negou operações a partir do Al-Shifa. A ala militar do Hamas disse que lutou com as forças da FDI ao redor do hospital e divulgou imagens de combates. A Jihad Islâmica Palestina também publicou imagens de seus combatentes envolvidos em batalhas com as forças israelenses perto do hospital. Testemunhas dentro e perto do hospital negaram ter visto militantes.

## Valas comuns
Em 14 de novembro de 2023, autoridades do Hospital Al-Shifa anunciaram que, até aquela data, haviam enterrado 179 corpos em uma vala comum no pátio do hospital. Uma semana depois, palestinos enterraram dezenas de corpos não identificados retirados do Hospital Al-Shifa e do hospital indonésio em uma vala comum em Khan Yunis.
Em abril de 2024, trabalhadores da saúde em Gaza exumaram os primeiros corpos de valas comuns no Hospital Al-Shifa, na cidade de Gaza, onde, segundo um porta-voz da Defesa Civil de Gaza, pelo menos 381 corpos foram encontrados após a retirada das forças israelenses, sem contar as pessoas enterradas dentro dos terrenos do hospital. O Escritório do Alto Comissariado das Nações Unidas para os Direitos Humanos (OHCHR) afirmou que "entre os falecidos estavam supostamente idosos, mulheres e feridos, enquanto outros foram encontrados amarrados e despidos de suas roupas".

## Reações

### Governo
A China descreveu o hospital em dificuldades como uma manifestação da crise humanitária em Gaza. A Ministra da Saúde Palestina, Mai al-Kaila [en], descreveu as ações israelenses como um "crime contra a humanidade". Israel contesta isso, afirmando que faz tudo o que pode para proteger a vida civil e que é o Hamas que coloca civis em perigo ao bloquear sua evacuação de zonas de combate. O presidente dos EUA, Joe Biden, afirmou que os hospitais de Gaza "devem ser protegidos". Biden acusou o Hamas de cometer um crime de guerra por supostamente ter sua sede sob o Hospital Al-Shifa, com a The Nation observando que Biden parecia "imperturbável pela fragilidade" da "propaganda absurda" de Israel.
O Primeiro-Ministro do Canadá, Justin Trudeau, afirmou: "Mesmo as guerras têm regras... Eu exorto o governo de Israel a exercer o máximo cuidado... O mundo está testemunhando isso, o assassinato de mulheres e crianças, de bebês. Isso tem que parar". Ayman Safadi [en], Ministro das Relações Exteriores da Jordânia, condenou o ataque, afirmando que era uma "violação do direito humanitário internacional, especialmente a Convenção de Genebra de 1949 relativa à Proteção de Pessoas Civis em Tempo de Guerra". O ministro das Relações Exteriores do Catar, Mohammed bin Abdul Rahman Al Thani, afirmou que o cerco foi um "crime de guerra e uma violação flagrante das leis internacionais". O Ministério das Relações Exteriores da Arábia Saudita afirmou que "condena fortemente a invasão das forças de ocupação israelenses ao Hospital Al-Shifa em Gaza".

### Acadêmicos
H. A. Hellyer, pesquisador do Fundo Carnegie Para a Paz Internacional, afirmou que permanecia um enorme déficit de confiança em relação à inteligência israelense, e que as declarações de Israel não deveriam ser tomadas pelo "valor nominal". Sultan Barakat, professor da Universidade Hamad Bin Khalifa [en] no Catar, afirmou que as informações dos EUA e de Israel sobre Gaza não eram confiáveis. Osamah Khalil, professor da Universidade de Syracuse em Nova York, considerou improvável que o Hamas tivesse uma base no Al-Shifa, já que o hospital era um dos lugares mais movimentados de Gaza.

### Mídia
Antony Loewenstein [en] observou que Israel tem uma longa história de "atacar deliberadamente instalações médicas na Cisjordânia, Jerusalém Oriental e Gaza", e que as declarações da FDI sobre instalações militares precisam ser "tratadas com profundo ceticismo". O analista palestino Thabet Al-Amour afirmou: "Isso é loucura, absoluta loucura... É um hospital". A jornalista da Al Jazeera, Hamdah Salhut, afirmou que Israel não apresentou "provas sólidas ou evidências" para respaldar suas declarações. O Major-General Giora Eiland [en], ex-chefe do Conselho de Segurança Nacional de Israel, afirmou que atacar o hospital era tático, visando controlar a narrativa sobre o Hamas, em vez de servir a um propósito estratégico. Uma análise do The Washington Post concluiu que as evidências de Israel "não são suficientes" para provar que o hospital era um centro de comando e controle.

### Organizações
A Organização Mundial da Saúde (OMS) confirmou que o Hospital Al-Shifa estava sem eletricidade, colocando pacientes, incluindo crianças, em risco de morte. O diretor-geral da OMS, Tedros Adhanom Ghebreyesus, disse nas redes sociais que o Al-Shifa estava sem água por três dias e "não estava mais funcionando como hospital". A Médicos sem Fronteiras relatou que uma ambulância e os pacientes dentro dela foram atacados perto do hospital. Um porta-voz do Movimento Internacional da Cruz Vermelha e do Crescente Vermelho afirmou: "Eu não consigo nem imaginar... o pânico entre os pacientes, o pânico entre médicos e enfermeiros. O que eles estão passando é realmente algo inacreditável".
Um grupo de médicos israelenses, conhecido como Médicos pelos Direitos dos Soldados Israelenses, assinou uma declaração defendendo o bombardeio do Hospital Al-Shifa. A declaração foi assinada publicamente por dezenas de médicos israelenses e amplamente compartilhada em várias plataformas de mídia social. Os médicos afirmaram que era um "direito legítimo" de Israel bombardear o Al-Shifa porque ele servia como base para "grupos armados palestinos". Alice Rothchild, diretora da Voz Judaica pela Paz [en], observou a falta de evidências concretas de operações militares no Al-Shifa, afirmando: "As fontes israelenses têm uma longa história de não serem muito precisas".